# Allen Bula
Allen Bula (Gibilterra, 4 gennaio 1965) è un allenatore di calcio ed ex calciatore gibilterriano, di ruolo centrocampista.

## Biografia
È lo zio del calciatore Danny Higginbotham.

## Carriera

### Giocatore
Ha militato nello Gibraltar United, nel St Joseph's (con cui ha collezionato tre presenze in campionato) e nel Glacis United. Ha giocato anche per le nazionali giovanili gibilterrine fino all'Under-21.

### Allenatore
Ha allenato dal 2006 al 2010 le giovanili del Košice, in Slovacchia. Ha poi assunto nel novembre 2010 il ruolo di commissario tecnico della Selezione di calcio di Gibilterra, poi affiliata all'UEFA nel 2013. Il 2 marzo 2015 viene esonerato .